# Пауки-муравьеды
Пауки-муравьеды (лат. Zodariidae) — семейство пауков из инфраотряда аранеоморфных (Araneomorphae). Русское название связано с тем, что представители этого семейства специализируются на питании муравьями. Некоторые виды мимикрируют под муравьёв. Известно более 1300 видов, объединяемых в 90 родов.

## Описание
Пауки мелких и средних размеров, от 2 мм до 2 см. Имеют 6 или 8 глаз, расположенных в 2 или 3 ряда. На лапках по три коготка, из которых два с множеством зубчиков. Формула ног 4123 или 4132.

## Таксономия
В семействе пауков-муравьедов выделяют шесть подсемейств (около 90 родов) и 7 родов incertae sedis. Известно более 1300 видов, объединяемых в 90 родов, в том числе крупнейший род Mallinella (около 200 видов), Zodarion (более 160 видов) и Tenedos (более 70 видов).
Название семейства Zodariidae давно и массово используется в литературе, поэтому оно сохранено для использованием по сравнению с более ранним названием Cryptothelidae L. Koch, 1872 для сохранения номенклатурной стабильности; выделение Cryptothelidae в ранге отдельного семейства (Murphy & Roberts, 2015) недостаточно обосновано и здесь не принято. В 1991 году в родовой ревизии семейства арахнолог Жоке (Jocqué, 1991) указал подсемейства Cryptothelinae, Cydrelinae Simon, 1893, Cyriocteinae Jocqué, 1991, Lachesaninae Jocqué, 1991, Storeninae Simon, 1893, Storenomorphinae Simon, 1890 и Zodariinae. В 2014 году синонимию Cydrelinae с Cryptothelinae рассмотрели и подтвердили Рамирес с соавторами (Ramírez et al., 2014)
- Cryptothelinae L. Koch, 1872 (Cryptothele)
  - (=Cydrelinae Simon, 1893, синонимия по Ramirez et al., 2014[13])
- Cyriocteinae Jocqué, 1991
- Lachesaninae Jocqué, 1991
- Storeninae Simon, 1893
- Storenomorphinae Simon, 1893
- Zodariinae Thorell, 1881
- роды с неясной таксономической принадлежностью (incertae sedis):
  - †Adjutor Petrunkevitch, 1942
  - †Admissor Petrunkevitch, 1942
  - †Anniculus Petrunkevitch, 1942
  - Macedoniola Strand, 1932
  - Nanahua Badcock, 1932
  - Tristichops Taczanowski, 1874
  - †Zodariellum Andreeva et Tyschchenko, 1968